# Oleksandrivka, Mîronivka
Oleksandrivka (în ucraineană Олександрівка) este o comună în raionul Mîronivka, regiunea Kiev, Ucraina, formată numai din satul de reședință.

## Demografie
Componența lingvistică a comunei Oleksandrivka
     Ucraineană (97,72%)
     Rusă (2,12%)
     Alte limbi (0,16%)
Conform recensământului din 2001, majoritatea populației comunei Oleksandrivka era vorbitoare de ucraineană (97,72%), existând în minoritate și vorbitori de rusă (2,12%).